# 제멋대로 하이스펙
제멋대로 하이스펙(일본어: ワガママハイスペック, Wagamama High Spec, 와가마마 하이스펙) 또는 와가하이(ワガハイ, Wagahigh)는 매드소프트가 개발한 일본의 에로게 비주얼 노벨이며 마이크로소프트 윈도우용으로 2016년 4월 28일에 출시되었다. 플레이스테이션 비타로 이식되었다. 영어판은 세카이 프로젝트에 의해 2017년 7월 출시되었다. 총 12화의 일본의 애니메이션 텔레비전 시리즈 각색판은 AXsiZ가 애니메이션을 맡았으며 2016년 4월부터 6월까지 방영되었다. 이 비주얼 노벨의 후속작 '제멋대로 하이스펙 오버클럭'(Wagamama High Spec Over Clock)은 2017년 8월에 출시되었다. 이 시퀄은 2016년 12월 29일 코믹마켓 91 행사에서 발표되었다.